# Eriogonum angulosum
Eriogonum angulosum är en slideväxtart som beskrevs av George Bentham. Eriogonum angulosum ingår i släktet Eriogonum och familjen slideväxter. Inga underarter finns listade i Catalogue of Life.